# Кандъагаш
Кандъ̀агаш (на казахски: Қандыағаш, на руски: Кандыагаш) е град в Западен Казахстан, административен център на Мугалжарския района в Актобенска област. Разположен е на 95 км южно от областния център Актобе и е важен жп възел на линиите Москва – Ташкент и Атърау – Орск.

## История
Градът е основан през 1905 г. по време на строителството на Ташкентската железопътна линия Според една от версиите името му произхожда от казахското название на елшата – на казахски: қандыағаш, на турски къзълагач, а според другата версия то се свързва с Кандъагашката битка от 1738 г.
В състава на СССР градът се нарича Кандагач. През 1940 г. получава статут на работническо селище. В началото на 60-те години на XX век в Кандагач живеят около 5-6 хиляди души. Имало е две средни училища и болница. През 1967 г. по повод 50-та годишнина от обявяването на Октомврийската революция работническото селище получава статут на град и е преименувано в Октябърск.
През 70-те и 80-те години на XX век градът бурно се развива във връзка с разработването на Шилонайското нефтено находище. През 1976 г. е открит Шилсайския фосфорен завод. В 1977 г. е създаден Общосъюзен младежки комитет, чиято цел е строителството на нов модерен промишлен град. През следващата година е свикана младежка бригада „Фосфорит-78“, в която участват младежи от целия Съветски съюз. Младежката бригада взема активно участие в строителството на новите жилищни микрорайона „Младост“ (на казахски: Жастық), „Приятелство“ (на казахски: Достық) и „Самал“ (на казахски: Самал).
На 17 юни 1997 г. с указ на президента на Казахстан Октябърск е преименуван на Кандъагаш.